# Michel-Ange Duquesne de Menneville
Michel-Ange Duquesne de Menneville, marchese Duquesne (Tolone, 1700 circa – Antony, 17 settembre 1778), è stato un navigatore e funzionario francese.
Terzo figlio di Abraham Duquesne e d'Ursule-Thérèse Possel, Michel-Ange Duquesne, dopo un lungo impegno nella marina francese, divenne governatore della Nuova Francia tra il 1752 e il 1755.

## Biografia
Nel corso del Seicento, la famiglia Duquesne, piccoli nobili della Normandia, era di credo ugonotto. Proprio il padre di Michel-Ange, a seguito della revoca dell'editto di Nantes, abbracciò la religione cattolica, così poté restare nella marina francese. Per numerosi anni, Abraham detenne il posto di comandante del porto di Tolone, la principale base navale francese. Seguendo l'esempio del padre, ben quattro figli, tra cui lo stesso Michel-Ange, si arruolarono nella marina. Michel-Ange si arruolò nella marina già nel 1713, servendo come guardiamarina. Nel 1726 divenne enseigne de marine in seconda. Nel 1729 ebbe un primo contatto con il Canada poiché era in servizio sulla nave Elephant sotto il comando di Louis-Philippe de Rigaud. La nave fece naufragio proprio nel fiume San Lorenzo, venendo saccheggiata. La carriera di Duquesne subì allora un rallentamento, tuttavia nel 1735, avendo ottenuto il certificato di cattolicità, venne promosso a tenente di vascello. Nel 1738 ottenne l'onorificenza di Cavaliere di San Luigi.
La guerra di successione austriaca diede a Duquesne la possibilità di farsi valere. Mentre era a Tolone negli anni Quaranta, iniziò a frequentare alcuni personaggi piuttosto influenti, tra cui Roland-Michel Barrin de La Galissonière, Jacques-Pierre de Taffanel de La Jonquière e Louis-Philippe de Rigaud de Vaudreuil, i quali, come Duquesne, facevano parte della flotta di Claude-Élisée de Court de La Bruyère. Duquesne si fece valere contro i britannici e contro i pirati africani. Nel 1746 ricevette il grado di maggiore e il comando del porto di Tolone. Nel 1749 abbandonò l'incarico per riprendere la via del mare.
Nell'autunno del 1751 la corte scelse Duquesne per l'incarico di governatore generale della Nuova Francia, posto lasciato vacante da La Jonquière. Il nome di Duquesne venne segnalato da La Galissonière. Duquesne ricevette il titolo di marchese, nonché un ricco appannaggio. Duquesne aveva l'incarico di proteggere il lucroso commercio di pellami, di cacciare i mercanti britannici dalla Valle dell'Ohio e pacificare le nazioni amerindiane. Inoltre il ministro Rouillé gli ingiungeva di rimettersi all'abate Jean-Louis Le Loutre per i problemi riguardanti l'Acadia e gli indicò Chouaguen, l'attuale Oswego, New York, come piazzaforte da conquistare in caso che i britannici dessero motivo per la Francia di qualche rappresaglia. Tali istruzioni di massima, tuttavia, non indicavano alcun metodo preciso da seguire.
Il 1º luglio 1752 Duquesne arrivò a Québec. Duquesne si attirò ben presto l'ostilità dei coloni poiché cercò di imporre una disciplina ferrea tra le truppe e le milizie canadesi. Nell'ottobre del 1752, nonostante le proteste degli ufficiali, Duquesne volle preparare una spedizione militare nella Valle dell'Ohio sotto il comando di Paul Marin de La Malgue contro i britannici. Nei piani di Duquesne Marin doveva comandare un distaccamento di duemila uomini, tutti bianchi come prevedevano le istruzioni e doveva costruire una serie di forti nella Valle dell'Ohio a difesa dei possessi francesi. La spedizione del 1753-1754 fu in parte fallimentare non riuscendo ad allontanare i mercanti inglesi. Per questo fallimento venne rimproverato dal ministro della marina di eccessiva imprudenza. Tuttavia Duquesne si giustificò che non poteva fare in altro modo, quindi restò, malgrado i suoi innumerevoli detrattori in Nuova Francia, al suo posto di governatore della colonia e iniziò a preparare una nuova spedizione.
Nella primavera del 1754 George Washington, rappresentante del governatore inglese della Virginia, aveva intimato a Jacques Legardeur de Saint-Pierre, successore di Marin, di abbandonare Fort de la Rivière au Bœuf (attuale Waterford, Pennsylvania). Duquesne incaricò Claude-Pierre Pécaudy de Contrecœur di scacciare il gruppetto di mercanti britannici e di costruire un forte, poi noto come Fort Duquesne nella zona. Dopo la vittoria di Louis Coulon de Villiers a Fort Necessity nel luglio del 1754 e la capitolazione di Washington, Duquesne proclamò il successo della missione. Ben cosciente degli errori fatti nella Valle dell'Ohio, Duquesne sapeva benissimo che la vittoria era effimera. Nell'ottobre 1754 chiese di essere richiamato in patria.
Nell'inverno 1754-1755 Duquesne venne a sapere che i britannici stavano preparando una controffensiva, sebbene gli fosse assicurato che non avrebbero fatto niente. Il ministro della marina Machault gli comunicò che Edward Braddock stava partendo per l'America con un'armata britannica. Di conseguenza Duquesne iniziò a rinforzare i forti militari della Valle dell'Ohio e della frontiera sudoccidentale. Duquesne, attenendosi alle istruzioni, non fece nulla in Acadia e nella zona del Lago Champlain. Sperando che arrivassero i rinforzi in Canada e alla fortezza di Louisbourg, rinforzò la parte occidentale, lasciando però più sguarnito il fianco orientale dei possedimenti francesi nel Nord America.
A fine giugno del 1755 il nuovo governatore Pierre de Rigaud de Vaudreuil de Cavagnial sbarcò a Québec proprio nel momento in cui Duquesne era in missione a Montréal. Il nuovo governatore generale non mancò di criticare aspramente l'operato di Duquesne, presentando una fosca immagine della colonia, stanca della campagna nella Valle dell'Ohio. Le critiche di Vaudreuil furono in gran parte giustificate, tuttavia la responsabilità non era solo di Duquesne, ma della corte, che era a corto di risorse economiche per rinforzare le postazioni difensive.
Duquesne, una volta lasciato l'incarico, fece ritorno in Francia e si giustificò del suo operato con il ministro della marina. Le armate inglesi di Edward Braddock riuscirono a conquistare solamente Fort Beauséjour. Duquesne venne premiato per i suoi servizi in Canada e in Francia riprese la carriera militare diventando anche ispettore generale delle coste francesi. Partecipò anche ad alcune azioni minori nella guerra dei Sette anni fino al 1758, quando la sua nave, il Foudroyant venne affondata e Duquesne stesso fu fatto prigioniero dai britannici. Per questa disfatta il ministro Choiseul lo criticò, ma il re lo assolse, concedendogli un beneficio. Nel 1763 divenne commendatore dell'Ordine di San Luigi.
Duquesne si ritirò dalla carriera militare nel 1776. Anche se non ottenne mai il grado di luogotenente generale della marina, gli furono riconosciute diversi titoli onorifici. Duquesne passò i suoi ultimi anni di vita nelle sue residenze di Parigi e Antony. Quando morì lasciò la sua fortuna, valutabile in duecentomila livres, ai suoi nipoti e ai suoi servitori.